# پارخانگه
پارخانگه (به لهستانی:  Parchanie) یک روستا در لهستان است که در گمینا دانبرووا بیسکوپیا واقع شده‌است.